# Девід С. Бреслов
Девід С. Бреслов (13 серпня 1916 р. – 26 травня 1995 р.) — американський промисловий хімік, найбільше відомий за своїми роботами в галузі полімерів.  

## Молодість і освіта
Д. Бреслов народився 13 серпня 1916 року  і виріс у Квінсі, Нью-Йорк .  Він зацікавився хімією в достатньо ранньому віці після того, як успадкував хімічний набір, який вони з другом використовували для виготовлення смердючих бомб. Д. Бреслов закінчив Сіті-Коледж Міського університету Нью-Йорка в 1937 році, а згодом отримав ступінь доктора з органічної хімії в Університеті Дюка в 1940 році   . Під час Другої світової війни він був постдоком в Каліфорнійському технологічному інституті, а також займався дослідженнями у Каліфорнійському університеті (Берклі) та Університеті Дюка.  

## Кар'єра
У 1946 році він приєднався до хімічної компанії "Геркулес" (Hercules, Inc).  Тут Д. Бреслов швидко просувався кар'єрною драбиною, і в 1971 році його призначили старшим науковим співробітником відділу нових підприємств (гнайвища технічна посада в компанії). 
Свої дослідження  Д. Бреслов зосереджував на вивченні полімерів. Він допоміг розробити каталізатори для хімічних реакцій, які утворюють поліетилен і поліпропілен, і в подальшому працював над стабілізацією цих матеріалів, що призвело до створення широкого спектру споживчих пластмас.  Також Д. Бреслов проводив дослідження щодо потенційного використання кополімеру MVE-2 як ліків від раку .  
За сумісництвом з 1972 по 1987 рік він викладав у Делаверському університеті  . Протягом 1964–1965 навчального року Д. Бреслов перебував у творчій відпустці в Мюнхенському університеті в Німеччині , а в 1971 році викладав в Університеті Нотр-Дам . 
За свою кар'єру Д. Бреслов отримав 79 патентів , написав 90 наукових статей, а також двотомний підручник з полімерів.
Він був президентом Делаверського відділення Американського хімічного товариства (ACS), а пізніше - членом національної ради директорів ACS. 

## Пенсія і смерть
Д. Бреслов пішов на пенсію в 1982 році , а у 1988 році отримав нагороду ACS у галузі прикладних досліджень полімерів.  Він помер 26 травня 1995 року в лікарні "Крістіана" в м. Ньюарк, штат Делавер. 

## Особисте життя
Після Другої світової війни Бреслов одружився з Енн Гудмен.  У них було троє дітей  і вони жили в Брендівайн Гандред поблизу Вілмінгтона, штат Делавер. Він був членом Конгрегації Бет Шалом . 

## Робота
- Бреслов, Девід С. (1966). Хімія гетероциклічних сполук: мультисульфурні та сірчано-кисневі п’яти- та шестичленні гетероцикли. Нью-Йорк.